# NGC 2544
NGC 2544 is een balkspiraalstelsel in het sterrenbeeld Giraffe. Het hemelobject werd op 7 september 1885 ontdekt door de Amerikaanse astronoom Lewis A. Swift.

## Synoniemen
- UGC 4327
- IRAS08159+7409
- MCG 12-8-34
- KCPG 160A
- MK 87
- KUG 0815+741
- ZWG 331.36
- PGC 23453